# Liste der Monuments historiques in Uzelle
Die Liste der Monuments historiques in Uzelle führt die Monuments historiques in der französischen Gemeinde Uzelle auf.

## Liste der Objekte
| Bezeichnung      | Beschreibung                                    | Standort                        | Kennzeichnung | Schutzstatus | Datum | Bild |
| ---------------- | ----------------------------------------------- | ------------------------------- | ------------- | ------------ | ----- | ---- |
| Prozessionskreuz | Messing, Email, Halbedelsteine, 16. Jahrhundert | in der Kirche St-Bénigne (Lage) | PM25001372    | Classé       | 1908  |      |